# Brauner Drachenkopf
Der Braune Drachenkopf (Scorpaena porcus) ist ein Fisch aus der Familie der Drachenköpfe (Scorpaenidae). Er lebt im Mittelmeer, im Schwarzen Meer und im östlichen Atlantik, von den Britischen Inseln bis zum Senegal, sowie bei den Kanaren, Azoren und bei Madeira. 

## Merkmale
Der Braune Drachenkopf hat einen gedrungenen, leicht hochrückigen Körper. Der mit zahlreichen Hautlappen getarnte Kopf und die Maulspalte sind groß, die Augen groß und hochliegend. Über den Augen befinden sich große, geteilte Tentakel, die so lang wie der Augendurchmesser sind. Am Kinn hat er, anders als viele andere Skorpionfische keine Tentakel. Die Rückenflosse ist lang und hat zwischen dem vorderen, hartstrahligen und dem hinteren, weichstrahligen Teil eine Einbuchtung. Die Farbe des Braunen Drachenkopfs ist meist braun oder rotbraun und mehr oder weniger stark gescheckt. Im hinteren Teil des hartstrahligen Teils der Rückenflosse kann zwischen dem 8. und dem 9. harten Flossenstrahl ein dunkler Fleck auftreten. Die Fische erreichen meist eine Länge von 25 Zentimeter, maximal werden sie 37 Zentimeter lang.

## Lebensweise
Der Braune Drachenkopf lebt einzelgängerisch vor allem in felsigen, oft veralgten Habitaten in Tiefen von fünf bis 800 Metern, aber auch auf Sand- und Schlammböden und in Seegraswiesen. Er ernährt sich vor allem von Krabben, sonstigen Krebstieren und anderen Wirbellosen. Kleine Fische, wie Schleimfische, Lippfische und Grundeln machen nur 24 % seiner Nahrung aus. Sie laichen von Juli bis September. Die Eier messen 0,92 × 0,84 mm, die gerade geschlüpften Larven haben eine Länge von 1,72 Millimeter.